# MTV 90s
MTV 90s (полное название — MTV Nineties) — музыкальный телеканал с клипами 90-х годов 20 века, который начал вещание 5 октября 2020 года в 5:00 по центральноевропейскому времени. Первым клипом на MTV 90s был "I Will Always Love You" американской певицы Уитни Хьюстон. Телеканал начал тестовое вещание 27 мая 2016 на частоте MTV Classic в Великобритании, а позже в 24 июня того же года телеканал прекратил тестовое вещание.

## История

### До запуска
30 ноября 2004 года на "VH1 Classic" появилась программа с клипами 90-х годов "Smells Like The 90s" после запуска этого канала. В декабре 2005 года на "VH1 Classic" появились тематические программы с клипами 90-х годов:
- The 90s Alternative
- The 90s Chilled
- The 90s Danced
- The 90s Partied
- The 90s Popped
- The 90s Rocked
- The 90s Years

1 июля 2012 года "VH1 Classic" закрыл тематические программы с клипами 90-х годов.  В апреле 2015 года на "VH1 Classic" появился марафон клипов 90-х годов — "Nothing But The 90s", который транслировался каждые три недели — по выходным. 9 января 2018 года на "VH1 Classic Europe" появилась ещё одна программа - "90s Boys vs 90s Girls". В конце июня 2018 года "VH1 Classic" закрыл программу "90s Boys vs 90s Girls" и в сентябре этого года — марафон клипов 90-х годов "Nothing But The 90s". 19 октября 2020 года был последний выпуск программы с клипами 90-х годов "Smells Like The 90s" в связи с переходом на круглосуточный режим вещания канала "MTV 80s" на частоте "VH1 Classic". Последним клипом был в конце последнего выпуска этой программы был "Only Happy When It Rains" американской группы "Garbage".

#### После запуска
С 27 мая до 24 июня 2016 года MTV 90s вещал в тестовом режиме на частоте MTV Classic (с учётом анонсов канала MTV UK, британской рекламы и телемагазина с 3:00 до 6:00 по лондонскому времени). С 5 октября 2020 года MTV 90s вещает в круглосуточном режиме на частоте MTV Rocks.

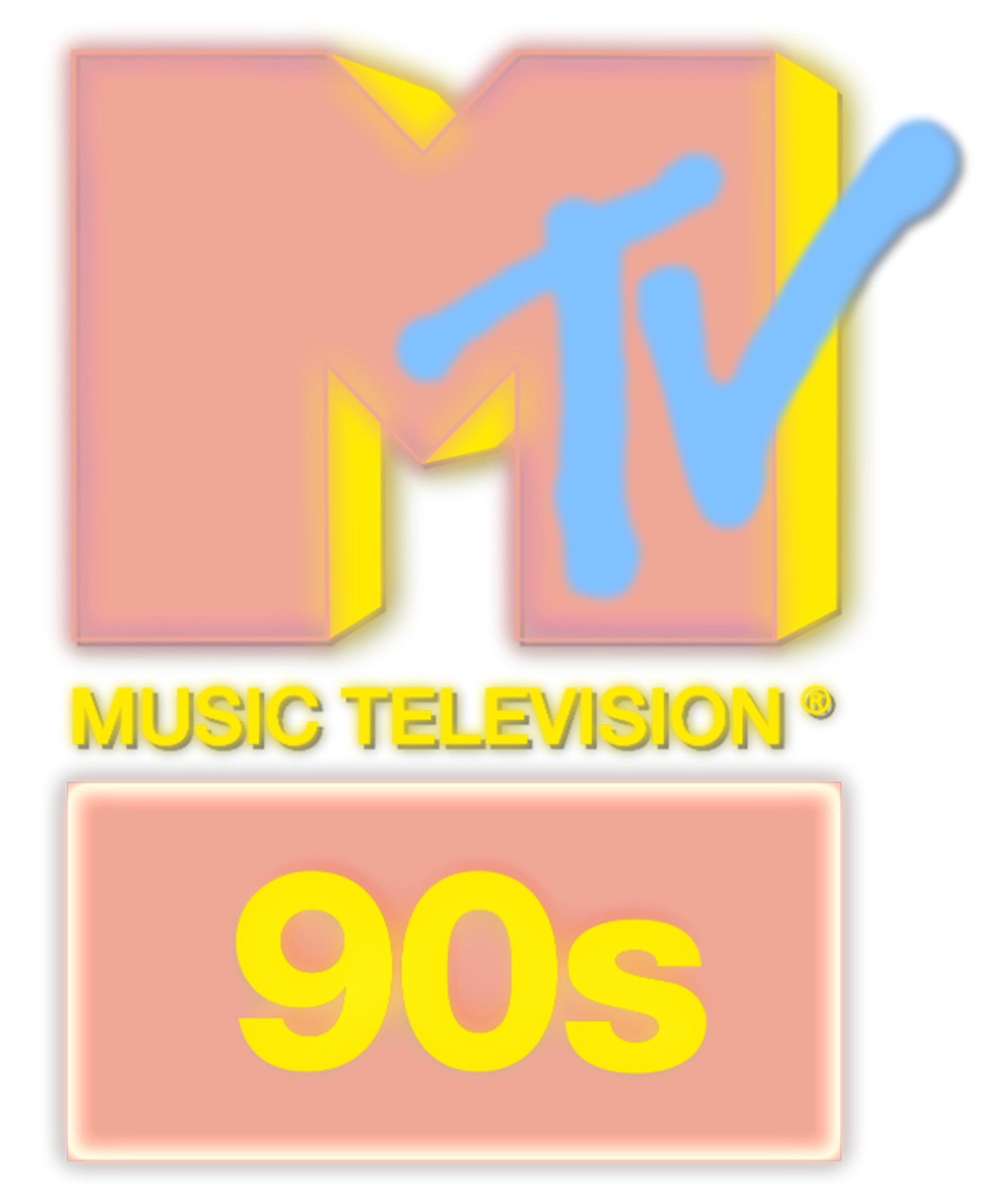
Старый логотип MTV 90s который использовался с 5 октября 2020 года по 31 августа 2022 года.

## Расширение зоны вещания
1 марта 2021 года MTV 90s расширил зону вещания до Ближнего Востока и до Африки.

##### Иностранные версии
31 марта 2022 года в 6:00 по лондонскому времени начал вещание MTV 90s UK на частоте MTV Base. MTV 90s UK является британской отдельной версией международного музыкального телеканала MTV 90s и будет конкурировать с британским музыкальным телеканалом Now 90s.
28 апреля 2022 года прекратил вещание в России вместе с остальными телеканалами Paramount.
31 августа 2022 года телеканал MTV 90s сменил логотип на новый.
14 декабря 2022 года прекратил вещание в Беларуси.